# Paris Mémorial des martyrs de la Déportation
Paris Mémorial des martyrs de la Déportation is een gedenkteken in Parijs.
In de Tweede Wereldoorlog werden zo'n 200.000 Fransen naar concentratiekampen gedeporteerd. Op dit gedenkteken staan de namen van de kampen waar ze terechtkwamen. Aarde uit deze kampen is gebruikt om kleine graven te maken en de binnenmuren zijn voorzien van gedichten. Aan het uiteinde is een graf gewijd aan de Onbekende Gedeporteerde.
- Library of Congress Control Number: no2003090679
- Virtual International Authority File: 219148574377824430006
- WorldCat: E39PBJcgvpYwfpp4DPrYcCj3cP